# Balthasar Kindermann
Pour les articles homonymes, voir Kindermann (homonymie).
Balthasar Benjamin Kindermann est un poète allemand né à Zittau le 10 avril 1636 et décédé le 12 février 1706 à Magdebourg.

## Biographie

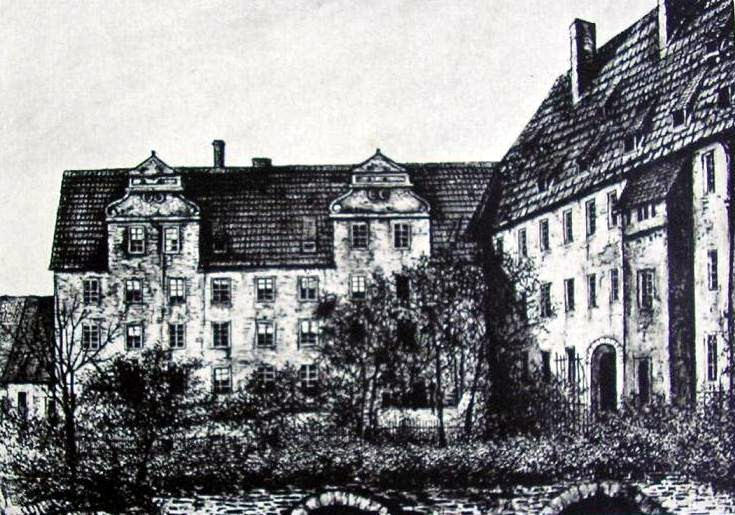
Université de Wittemberg

Fils d'un forgeron spécialisé dans les armes, Kindermann fréquente d'abord le lycée de Zittau puis s'inscrit en 1654 à l'université de Wittemberg pour des études de théologie, de poésie et de rhétorique. Il en sort en 1657 avec une maîtrise. Johann Rist s’intéresse alors à ce jeune poète et l'aide, en 1660, à devenir membre de son cénacle, le Elbschwanenorden l'Ordre des cygnes de l'Elbe, une association qui s’intéresse au langage. En 1659 il devient directeur adjoint de l'école Saldernsche à Brandebourg-sur-la-Havel et en est nommé recteur en 1664. Balthasar Kindremann épouse Dorothea Schiffner, la fille d'un capitaine suédois, en 1660, avec laquelle il a eu quatre fils et deux filles. 

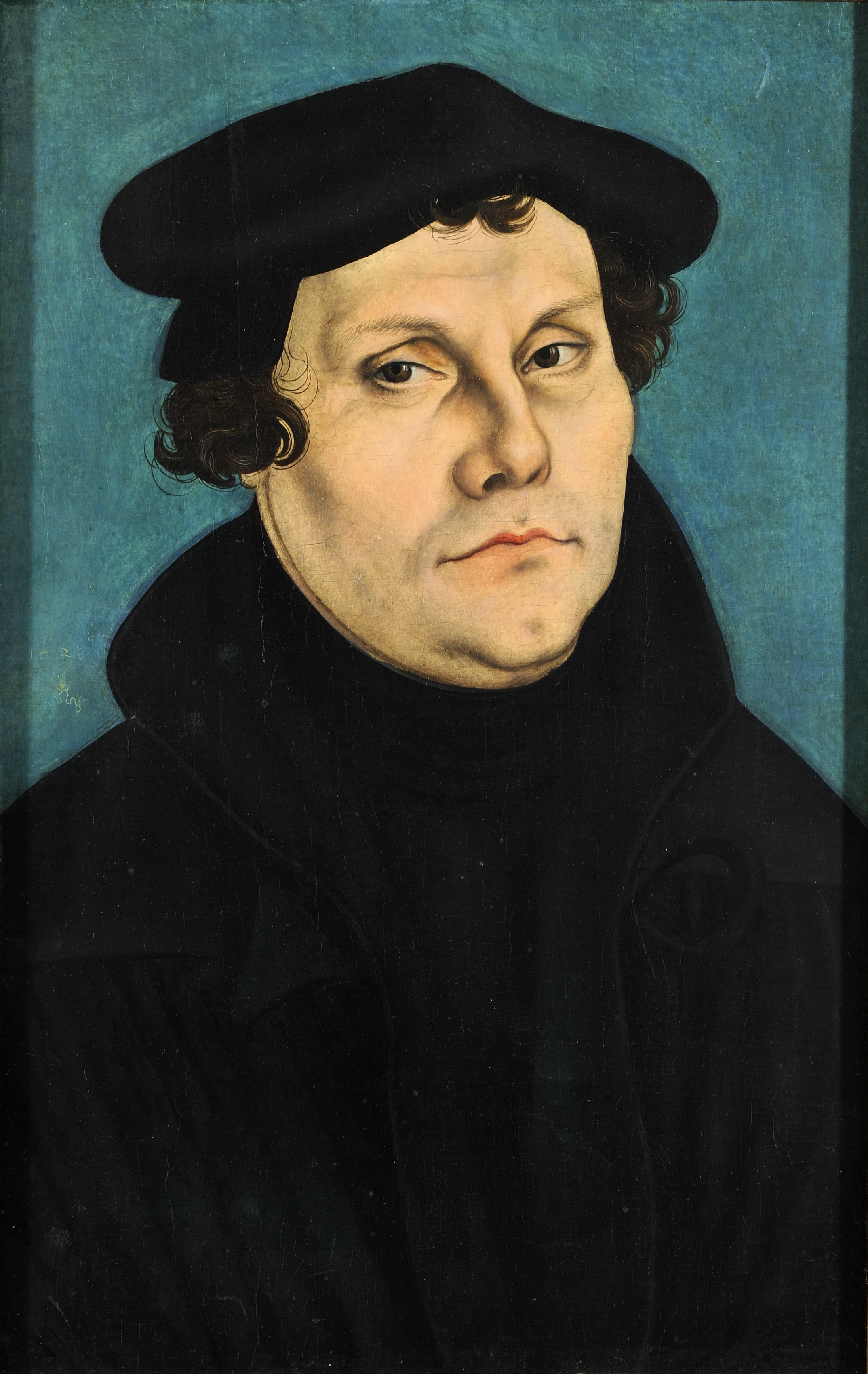
Martin Luther (1528)

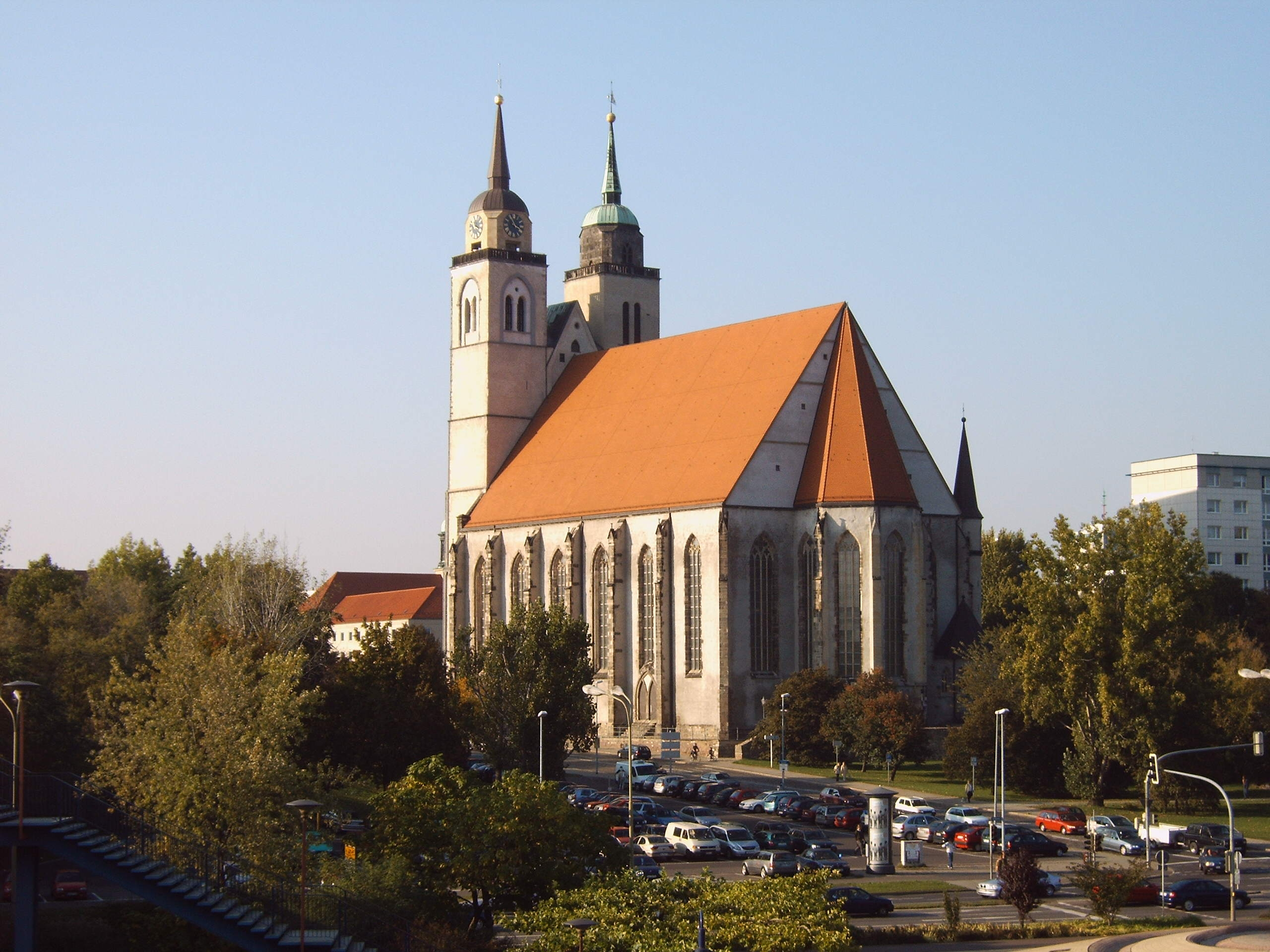
Johanniskirche, Magdebourg

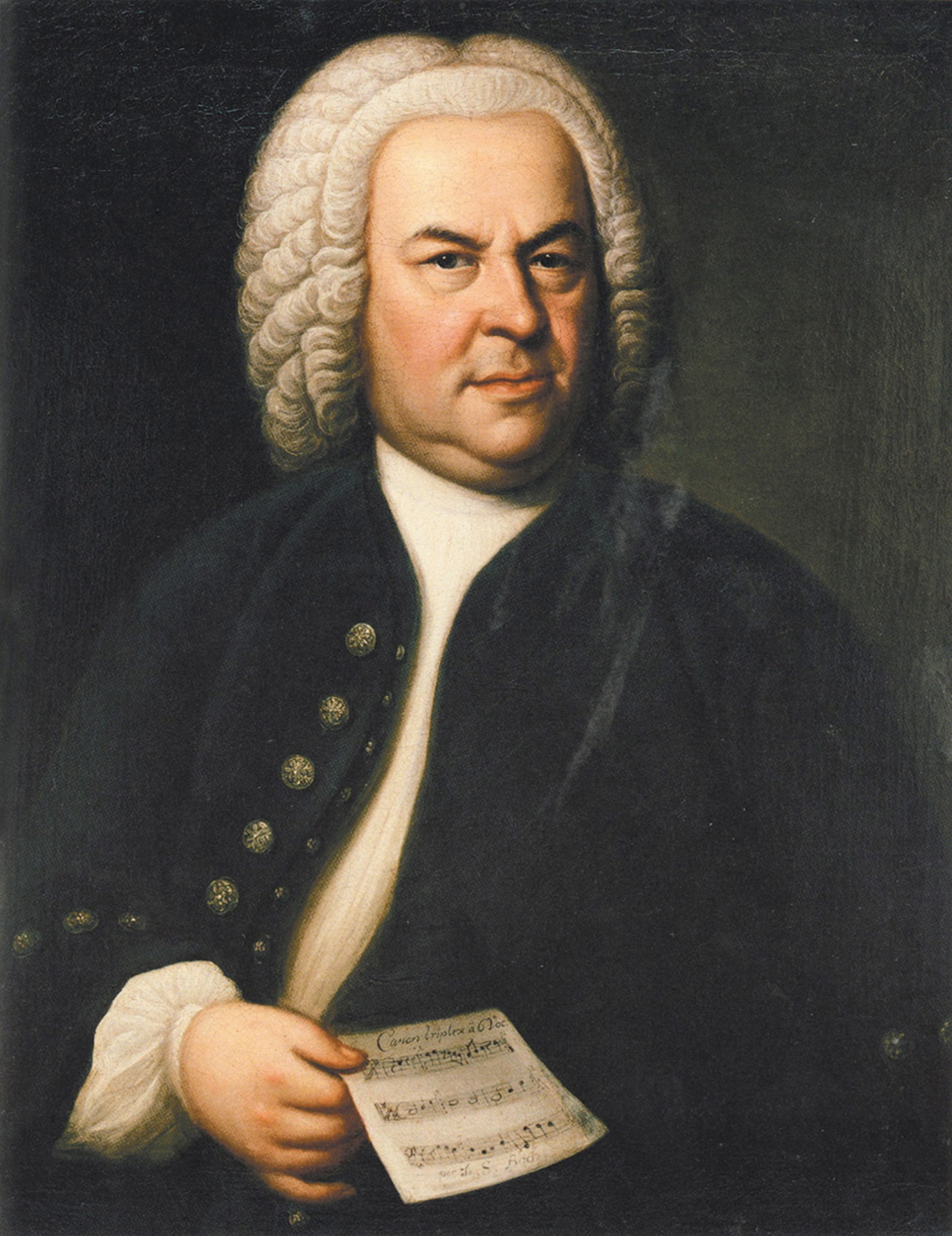
Jean-Sébastien Bach (1746)

On le retrouve ensuite en 1667 diacre à la Johanniskirche (où Luther prêcha en 1524) de Magdebourg puis archidiacre de la Ulrichskirche en 1672. Il termine sa vie à la tête d'une école, la Scholarch.
Johann Sebastian Bach reprend ses textes dans deux cantates : les BWV 64 et 94.

## Œuvres
- Die Böse Sieben. Zeitz 1662
- Buch der Redlichen. Küstrin 1661
- Der Deutsche Poet. Wittemberg 1664
- Der Deutsche Redner. Francfort-sur-l'Oder 1660
- Der Jungfrauen A.B.C. Wittemberg 1661
- Kurandors von Sittau Neue Gesichter. Wittemberg 1673
- Lobgesang des Zerbster Biers. Wittemberg 1658
- Schoristen-Teuffel. Iéna 1661
- Unglückselige Nisette. Francfort-sur-l'Oder 1660